# Pillon
 Pillon  là một xã thuộc tỉnh Meuse trong vùng Grand Est đông nam nước Pháp. Xã này nằm ở khu vực có độ cao từ 217-270 mét trên mực nước biển. Sông Othain tạo thành phần lớn ranh giới phía đông của Pillon.